# La Intermedia
La Intermedia es una pequeña localidad sobre la Ruta Nacional 9 en la provincia argentina de Jujuy. Se encuentra en la región de la Puna a unos 3500 m s. n. m.
Alrededor de la calle principal se concentra el caserío, la Escuela N.º 333 Teniente de Fragata Miguel Aníbal Tanco y el destacamento policial.
Aún está en pie el apeadero (km 1397) que marca el paso del Ferrocarril General Belgrano en otras épocas. La Intermedia está situada en una extensa planicie, apta para el desarrollo de ganado vacuno y caprino, actividad que cubre las necesidades de sus habitantes. También la zona está considerada como una cuenca lechera de importancia, al punto que parte de sus pobladores encuentra un medio de sustento en la elaboración de quesos artesanales.

## Población
Cuenta con 128 habitantes (Indec, 2001), lo que representa un incremento del 66,2 % frente a los 77 habitantes (Indec, 1991) del censo anterior.